# Xa'alvim
Xa'alvim (en hebreu: שעלבים) és un quibuts religiós que està situat al districte central d'Israel, Xa'alvim és un dels dos únics kibutzim que estan afiliats amb el partit polític Poalei Agudat Yisrael (sent l'altre el kibutz Hafetz Haim). El poble està situat prop de la ciutat de Modiin-Maccabim-Reut, i està sota la jurisdicció del Consell Regional de Guézer. L'any 2016, el poble tenia una població de 1.769 habitants.

## Història
El kibutz va ser fundat el 13 d'agost de 1951, per un grup de voluntaris del Nahal pertanyents al moviment juvenil Ezra, en terres del despoblat llogaret palestí de Salbit, amb el nom d'un lloc bíblic esmentat al Llibre de Josuè, al Llibre dels Jutges, i al Primer llibre dels Reis. El turó ubicat entre el kibutz i la població de Nof Ayalon és comunament coneguda com a Tel Xa'alvim. Fins a la Guerra dels Sis Dies, el kibutz va ser blanc de nombrosos atacs procedents de Cisjordània, degut a la seva proximitat a la Línia Verda. Segons un document capturat pertanyent a la legió àrab jordana, la legió planejava atacar el llogaret i massacrar a tots els seus residents. En 1961 una ieixivà, anomenada Ieixivà Xa'alvim, va ser fundada al poble de Xa'alvim, i més tard va esdevenir un gran centre regional d'educació religiosa.